# Gare de Steinvik
La gare de Steinvik est une station de la ligne de Røros. Elle se trouve dans le hameau de  Steinvik dans la commune de Stor-Elvdal et fut mise en service en 1875, soit deux ans avant l'achèvement de la ligne de Røros. Le bâtiment de la gare est l’œuvre de l'architecte Georg Andreas Bull et fut terminée en 1873  alors qu'une brasserie ouverte en 1874,  juste à côté de la gare, est l’œuvre de l'architecte Peter Andreas Blix. la gare a été rétrogradée au rang de halte ferroviaire en 1985. Aujourd'hui la gare appartient à des propriétaires privés. À partir de 2002 les trains régionaux ne s'arrêtent plus à Steinvik que sur demande directe auprès du conducteur. Depuis cette même année, la gare est inscrite au patrimoine culturel norvégien. La gare est située à 203.8 km d'Oslo.